# Folke Löfström

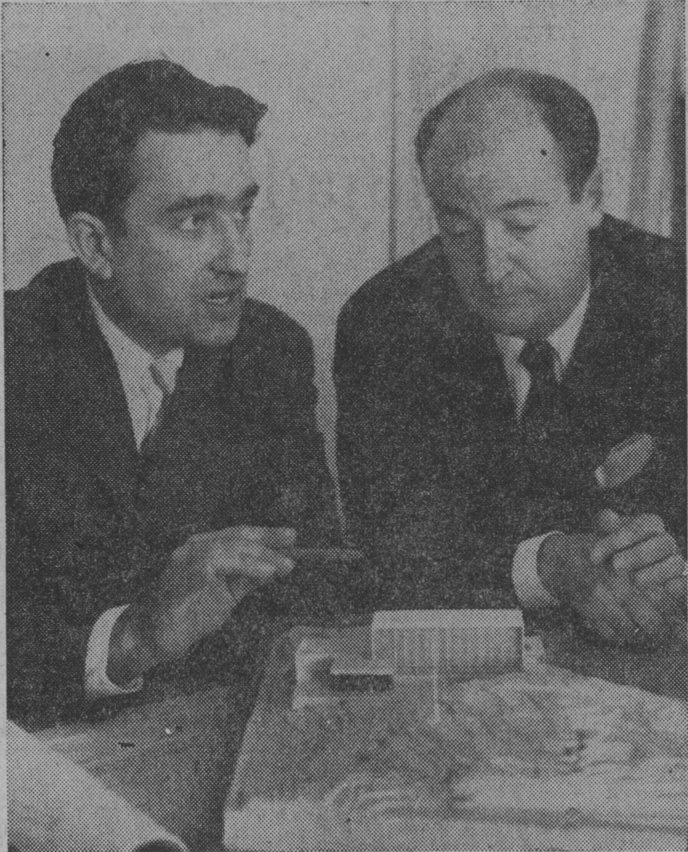
Arkitekterna Anatolij Poljanskij (t.v.) och Folke Löfström (t.h.) studerandes Poljanskijs modell av den tilltänkta ryska ambassadbyggnaden i Stockholm

Anders Folke Löfström, född 6 september 1910 i Djursholm, död 23 mars 2005, var en svensk arkitekt. Han hade sjukhus och skolor som specialiteter. 
Löfström avslutade sin utbildning vid Kungliga Tekniska Högskolan 1935 och studerade också vid Kungliga Konsthögskolan 1939–1945 och i utlandet. Han var byrådirektör vid Byggnadsstyrelsen och bedrev därefter egen arkitektverksamhet. År 1962 startade han tillsammans med arkitekterna Karl-Åke Hellman, Sven Lindblom och Carl-Evin Sandberg HLLS Arkitektkontor AB i Stockholm, vilket från 1977 även hade ett kontor i Växjö. Han var även ledamot av Försvarets sjukvårdsstyrelses vetenskapliga råd.

## Verk
Ett av Löfströms första uppdrag var Akademiska roddföreningens hus vid Brunnsviken. Han var 24 år, då han vann en arkitekttävling tillsammans med Lage Knape, som arrangerades av studenterna vid Kungliga Tekniska Högskolan. Huset byggdes 1935 i funkisstil och fungerar fortfarande. 
Han har ritat ett stort antal villor i Djursholm – förutom Villa Löfström på Auravägen 6 A, där han och hans familj var bosatta från 1945.
Löfström ledde från 1945 ombyggnaden av Mörby lasarett, som blev Danderyds sjukhus, och ritade också sjukhusen i Eksjö, Västervik, Nässjö, Backe, Vetlanda, Nacka, Boo och Värnamo – samtliga byggnader visar Löfströms kunskaper om trettiotalets funktionalistiska arkitektur. De tidigaste sjukhusmiljöerna skulle ge intryck av hygien och färgskalan gick i vitt/blått/grått. De senare byggda sjukhusen – till exempel Värnamo sjukhus från 1970 – planerades och färgsattes för att patienter och anställda skulle trivas utan att hygienkraven sänktes. 
Löfström ritade skolor i Karlskoga, Gävle, Vimmerby, Herrängen, Svalnässkolan i Djursholm samt flera skolor på Lidingö. 
Han har också skapat stadsdelen Ludvigsborg i Västervik, spädbarnshemmet i Sundsvall, Vintersols låga luftiga byggnad intill havet i Los Cristianos på Teneriffa, Kevinge sjuksköterskeskola, Postbanken på Drottninggatan, Shells kontorshus i Solna och Svea livgarde i Kungsängen.
Löfström var medlem i föreningen Arkitekturmuseets vänner och engagerad i skapandet av Arkitekturmuseet på Skeppsholmen för att den svenska arkitektkårens arbeten skulle bevaras för framtiden. Han var hedersordförande i Föreningen för byggnadskonstens främjande samt ledamot av Akademin för de fria konsterna.
Han redigerade ”Ny svensk arkitektur” (Stockholm 1939). Många av de byggnader, som ritades på hans kontor dokumenterades i monografin ”Folke Löfströms arkitektkontor 1942–1967” (Stockholm 1971). Gift 22 februari 1936 till sin död med Signe Giertz (1916–2012) och far till Agneta Liljedahl. Makarna Löfström är begravda på Djursholms begravningsplats.

## Bilder

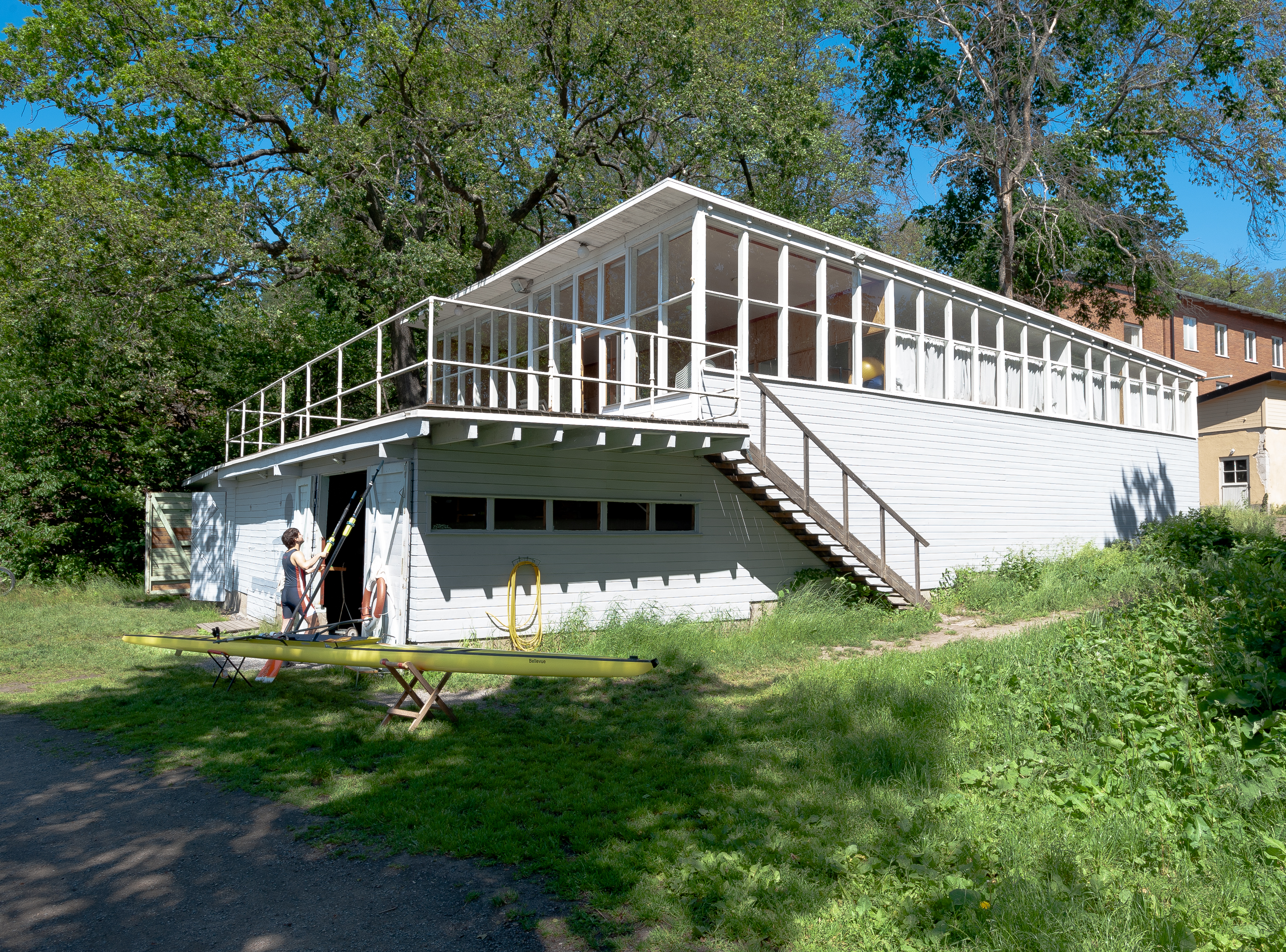
Akademiska roddföreningen.
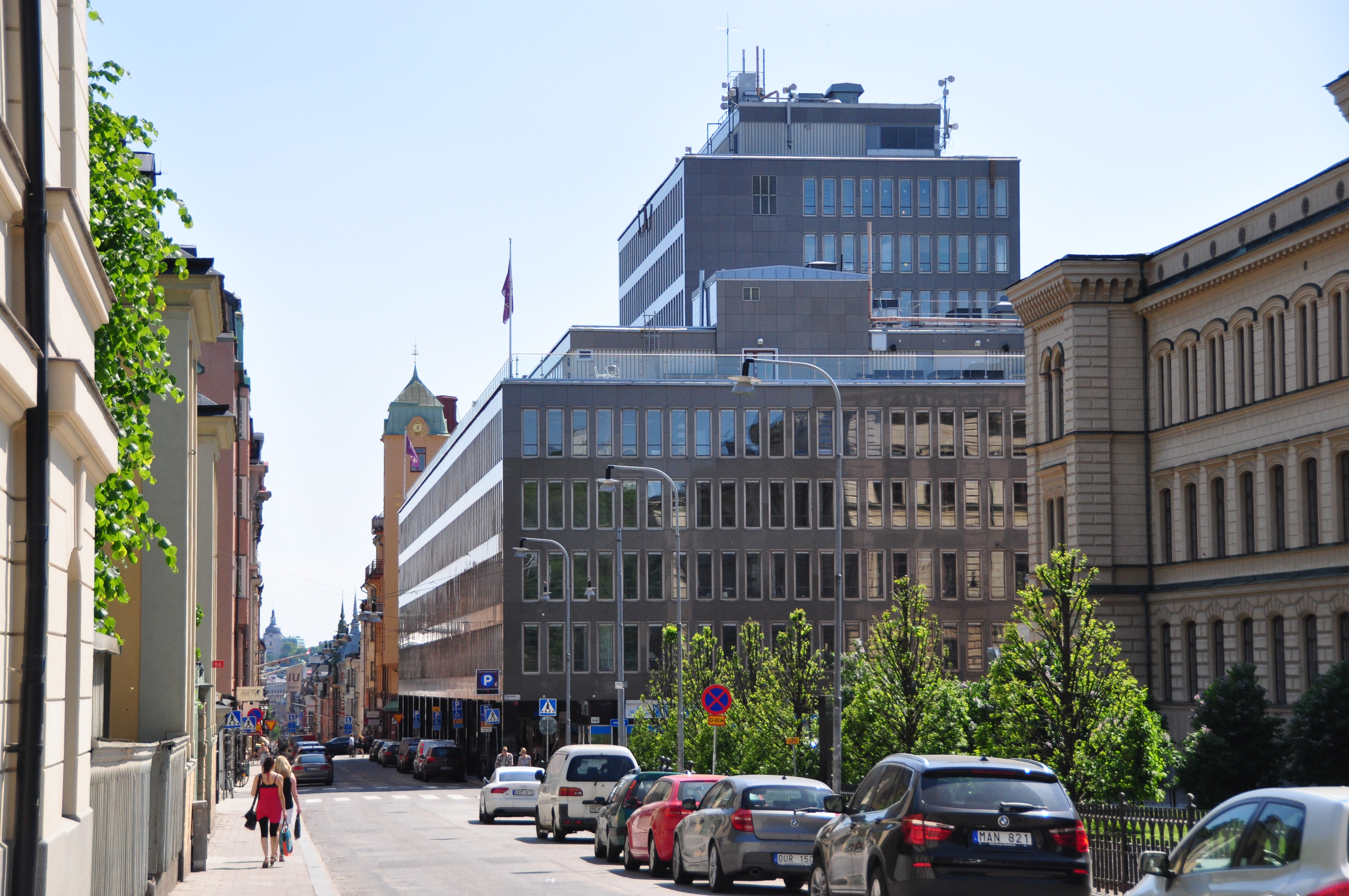
Barnhusväderkvarnen 36 (Postbanken) i Stockholm. Invigt 1964
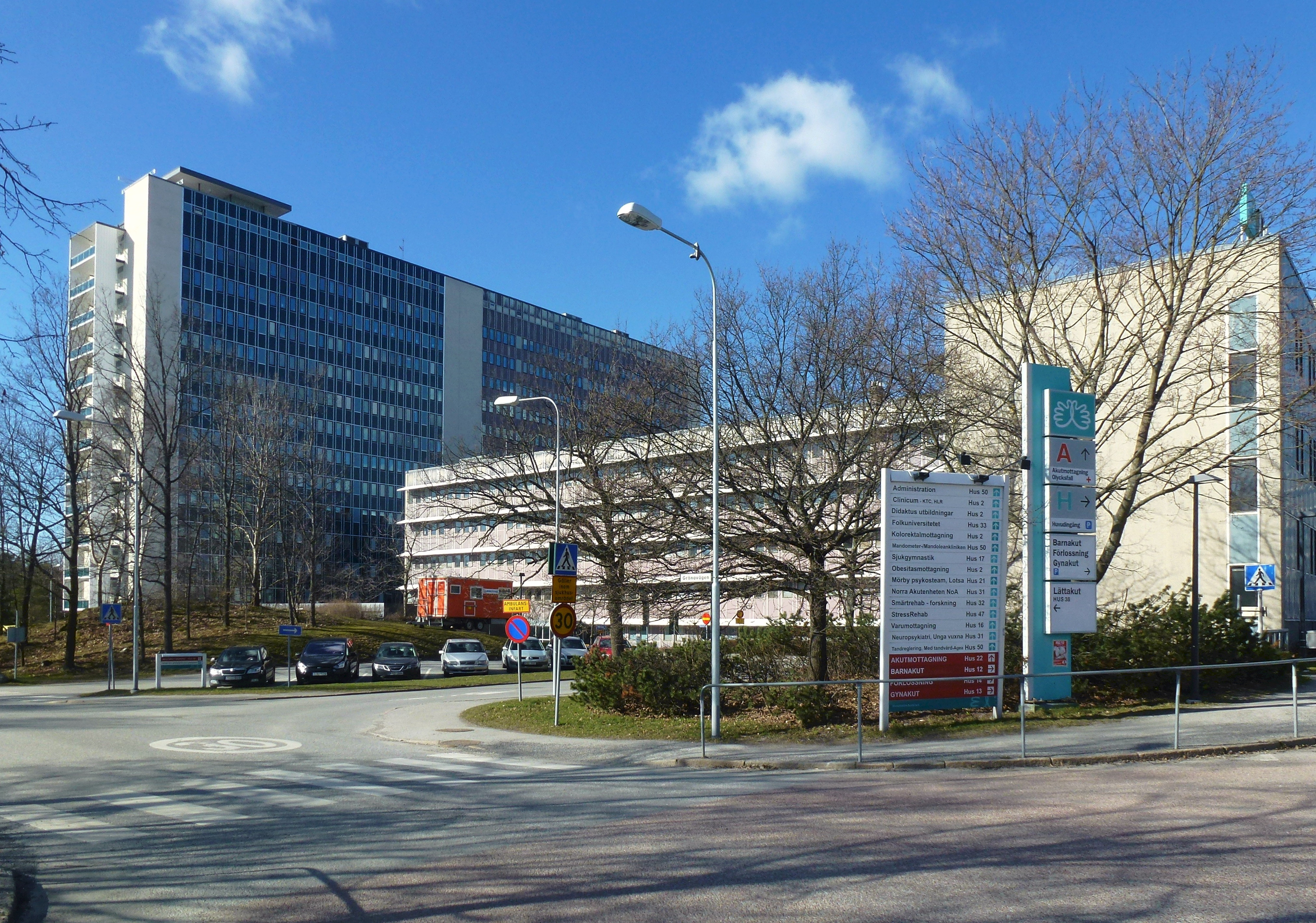
Danderyds sjukhus.
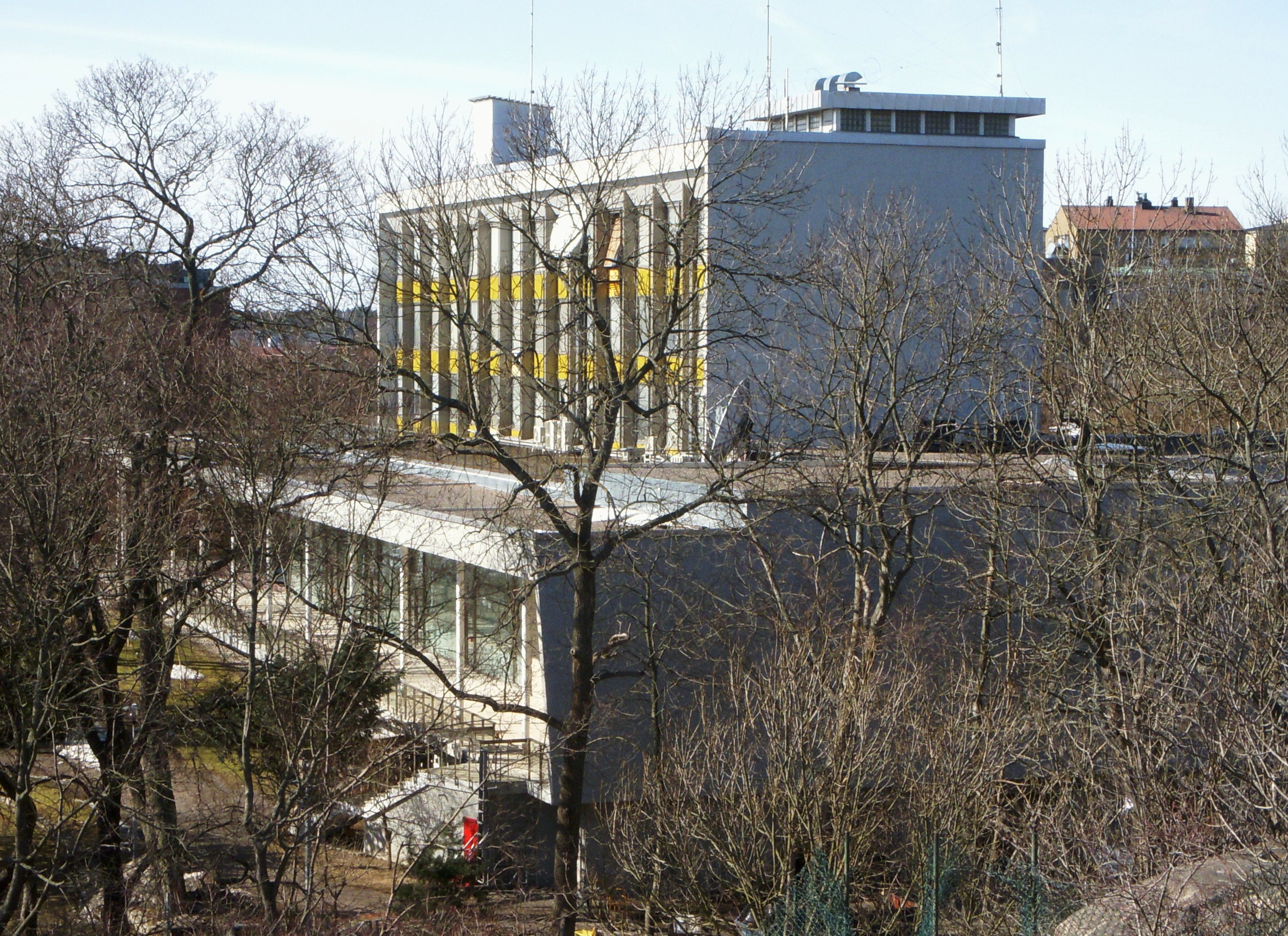
Rysslands ambassad i Stockholm.
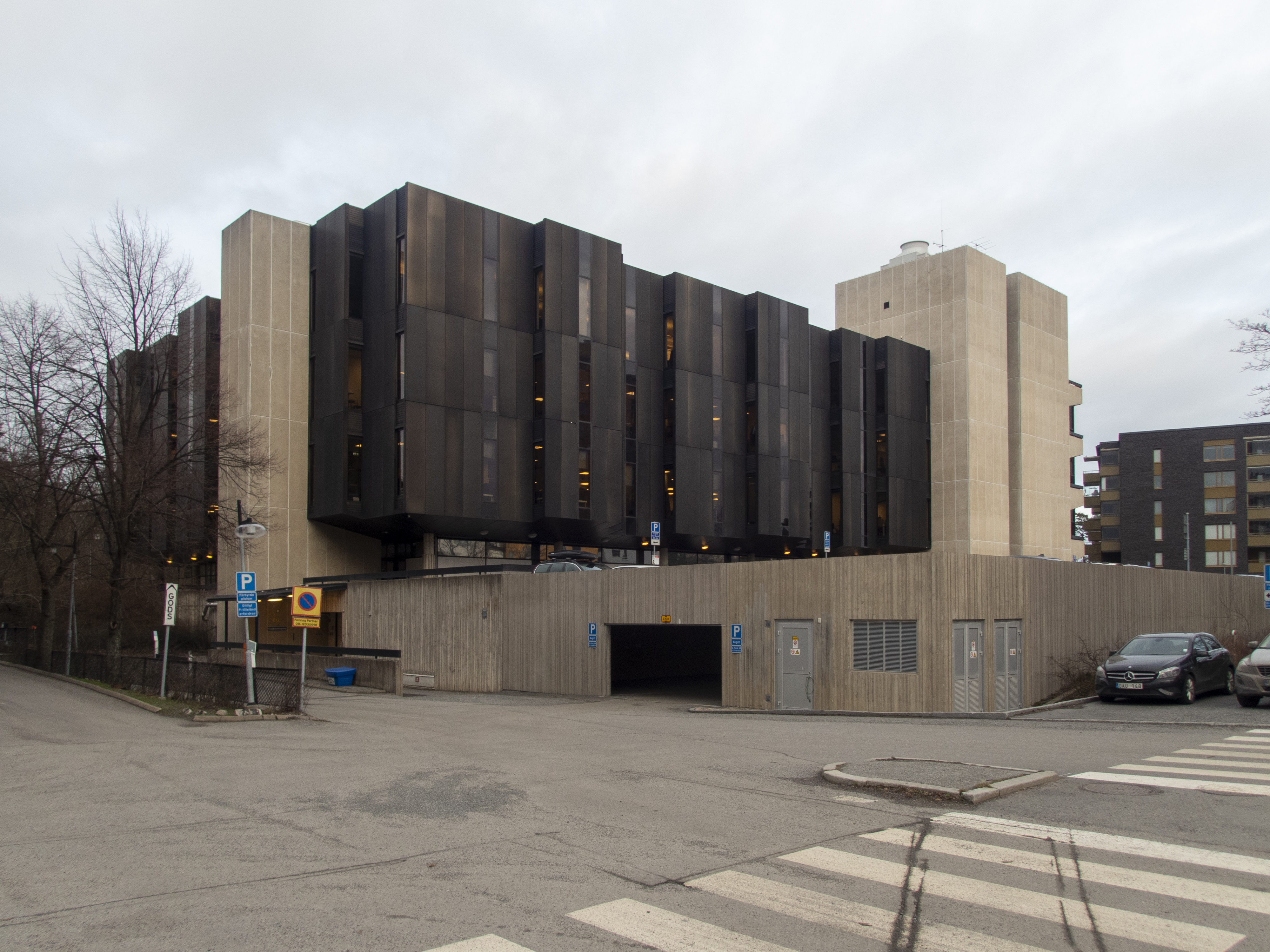
Shellhuset i Solna
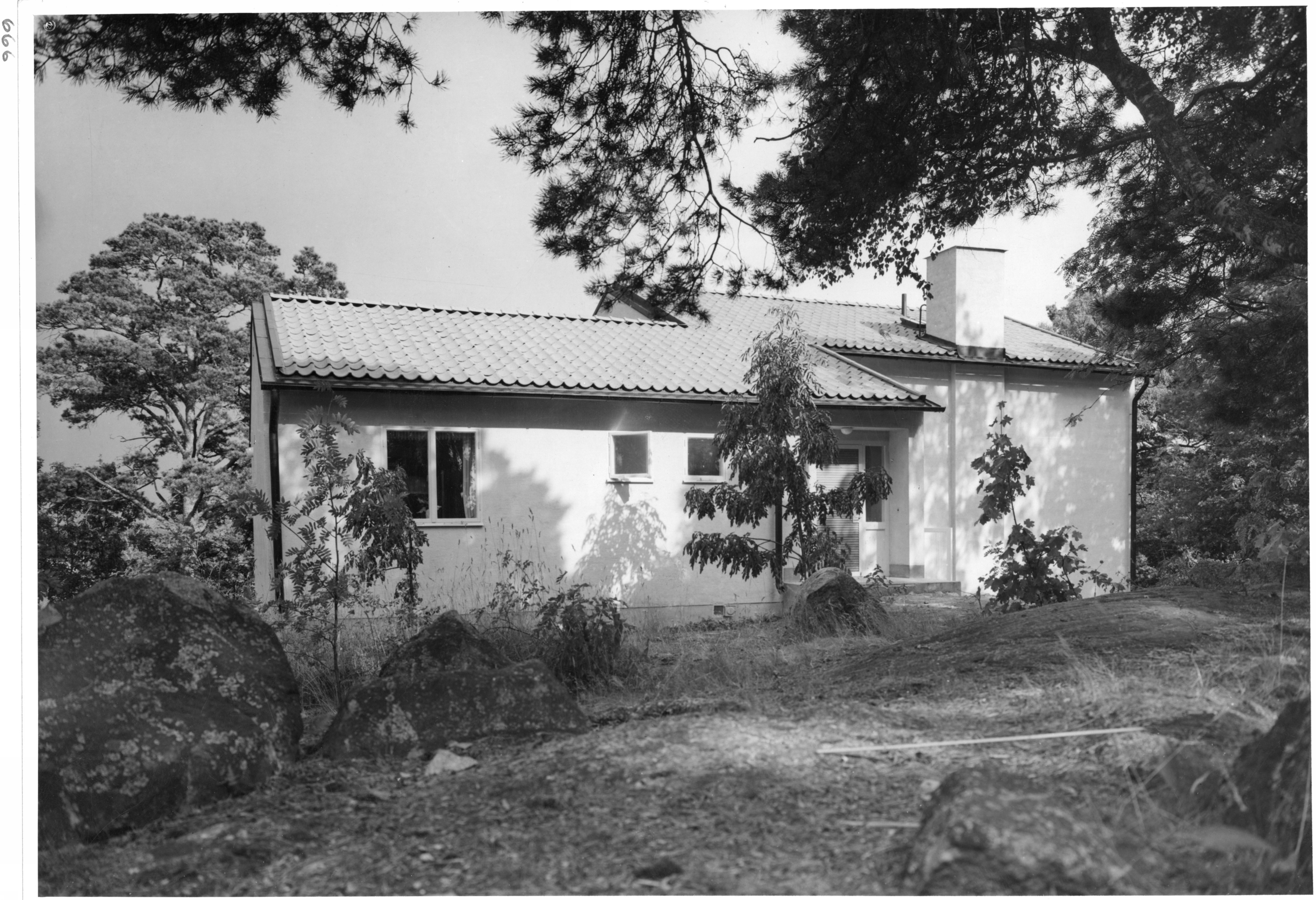
Egna villan i Djursholm, ritad 1945.